# Jing Lusi
Jing Lusi (Shanghái, 16 de mayo de 1985) es una actriz británica nacida en China. Es conocida por sus papeles en Stan Lee's Lucky Man, la exitosa película de 2018, Crazy Rich Asians y la serie nominada al BAFTA, Gangs of London. En el escenario, ha formado parte del elenco original del estreno europeo de la obra 4000 Miles de Amy Herzog. También ha trabajado como presentadora para la BBC, además de protagonizar y presentar los documentales My Chinese New Year (2015) y Chinese New Year: The Biggest Celebration on Earth (2016). 

## Biografía
Lusi nació el 16 de mayo de 1985 en Pudong el distrito financiero de la ciudad china de Shanghái, y se mudó con sus padres al Reino Unido a la edad de cinco años. Su familia se instaló en Southampton, ya que su padre obtuvo una beca para estudiar una maestría en la universidad. Mientras estaba en Southampton, se matriculó en la escuela primaria High Field Church of England, donde fue seleccionada para participar en la obra de teatro Mayflower. Tenía solo diez años cuando apareció en Mayflower. Después de su primera experiencia en la actuación se matriculó en clases de actuación de los sábados. Posteriormente su familia se mudó a Winchester donde estudió en la Peter Symonds College, luego se matriculó en Derecho en la University College de Londres.

## Carrera
Su primer papel televisivo fue en la serie de drama médico Holby City de la BBC, ganadora del premio BAFTA. Hizo su debut en el 2012, interpretando a Tara Lo. En 2013, dejó el elenco cuando su personaje murió durante una neurocirugía, su último episodio se emitió el 16 de abril de 2013. Desde entonces ha protagonizado varias series de televisión como Stan Lee's Lucky Man como la villana Lily-Anne Lau junto a James Nesbitt, trabajó en varias series de detectives como Scott & Bailey y Gangs of London, en la serie de comedia británica de 2022 El hombre contra la abeja junto a Rowan Atkinson, y ha aparecido como invitada en numerosos programas de televisión como la serie de antología The Romanoffs de Matthew Weiner.
En la gran pantalla ha protagonizado el thriller de acción Survivor (2015) junto a actores tan reconocidos comoː Milla Jovovich, Pierce Brosnan, Dylan McDermott y Robert Forster, el éxito de taquilla de Warner Bros Crazy Rich Asians (Locamente millonarios) y SAS: Red Notice junto a Sam Heughan, Ruby Rose y Tom Hopper, basada en la libro Red Notice de Andy McNab. Actualmente está filmando la película de espías Heart of Stone, dirigida por Tom Harper.
En el escenario, ha interpretado papeles como Amanda en la obra preseleccionada del Premio Pulitzer 4000 Miles en el Theatre Royal en Bath y The Print Room en Londres en 2013, por la que recibió elogios de la crítica. The Independent describió su actuación como «cruelmente bien observada y muy divertida ... Jing Lusi clava el narcisismo y la autopromoción ridícula e implacable de la era de Facebook».
Además de su carrera como actriz, también ha trabajado como actriz de doblaje. En particular, fue la voz de Mei Moon en la serie animada Bob the Builder. También prestó su voz a un personaje en el videojuego Grey Goo.
Lusi actuó en el Festival Fringe de Edimburgo en 2015 como parte de un colectivo de comediantes en Immigrant Diaries; un programa de narración de comedia destinado a «mostrar un lado diferente» a la pesadez del tema durante las elecciones generales del mismo año.
En 2015 y 2016, organizó las celebraciones del Año Nuevo chino en Trafalgar Square. Fue la presentadora del programa de la BBC One My Chinese New Year, que se transmitió el 1 de marzo de 2015. En 2024 tuvo un papel principal en la serie de suspenso y acción de ITV, Red Eye.

## Filmografía

### Cine
| Año  | Título                           | Papel               | Notas                 | Ref.   |
| ---- | -------------------------------- | ------------------- | --------------------- | ------ |
| 2009 | Breathe                          | Lauren              |                       |        |
| 2011 | The Malay Chronicles: Bloodlines | Meng Li Hua         |                       |        |
| 2011 | Jack Falls                       | Carly               |                       |        |
| 2012 | Tezz                             | Reporter            |                       |        |
| 2015 | Survivor                         | Joyce Su            |                       |        |
| 2018 | Crazy Rich Asians                | Amanda «Mandy» Ling |                       |        |
| 2021 | SAS: Red Notice                  | Zada                |                       |        |
| 2023 | Heart of Stone                   | Yang                | Película para Netflix | [ 23 ] |
| 2024 | Argylle                          | Li Na               |                       | [ 24 ] |

### Series de televisión
| Año       | Título               | Papel                     | Notas                                     | Ref.   |
| --------- | -------------------- | ------------------------- | ----------------------------------------- | ------ |
| 2012–2013 | Holby City           | Dr. Tara Lo-Valentine     | Papel recurrente, 36 episodios            |        |
| 2014      | Law & Order: UK      | Gabby                     | Episodioː «Repeat to Fade»                |        |
| 2015      | Josh                 | Holly                     | Episodioː «Swimming & Kissing»            |        |
| 2016–2018 | Bob the Builder      | Mei Moon (voz)            | Papel recurrente, 7 episodios             |        |
| 2016      | Stan Lee's Lucky Man | Lily-Anne Lau             | Papel recurrente, 10 episodios            |        |
| 2016      | Scott & Bailey       | DC Anna Ram               | 3 episodios                               |        |
| 2017–2018 | Zapped               | Scrape                    | Papel recurrente, 5 episodios             |        |
| 2018      | The Romanoffs        | Kiera Ming                | Episodioː «The One That Holds Everything» |        |
| 2019      | Pure                 | Sef                       | 3 episodios                               |        |
| 2019      | The Feed             | Mayu Hatfield             | Papel principal, 10 episodios             |        |
| 2020      | Gangs of London      | Victoria «Vicky» Chung    | Papel principal, 8 episodios              |        |
| 2022      | Man vs. Bee          | Nina Kolstad-Bergenbatten | Miniserie, 4 episodios                    |        |
| 2022      | Pennyworth           | Zahra Zhin                | 3 episodios                               |        |
| 2024      | Red Eye              | DC Hana Li                | Papel principal; 6 episodios              | [ 25 ] |